# Château de la Forge (Rambervillers)
Pour les articles homonymes, voir Château de la Forge.
Le château de la Forge est un château de la commune de Rambervillers dans le département des Vosges en région Grand Est.

## Situation
Le château est situé au 41 de la rue Charles Gratia, à 800 m au sud du centre ville. 
Sur les cartes IGN au 1:25000, le lieu est indiqué par le terme Chât..

## Histoire
Le château est construit par l'industriel Hubert Velin à la fin du XIXe siècle.
Le château ne fait actuellement l'objet d'aucune inscription ou classement au titre des monuments historiques.

## Description
Le château est une grande bâtisse rectangulaire surmontée de deux tourelles. Les éléments remarquables sont la cage d'escalier, les ferronneries et la grille d'entrée d'époque et de style École de Nancy. Le château est occupé par un Foyer d'Accueil Spécialisé. 
L'immense parc de la Forge de plusieurs hectares, traversé par la Mortagne et agrémenté de deux étangs, complète l'ensemble de la propriété.